# Agustín Calleri
Agustín Calleri (* 14. září 1976, Río Cuarto) je bývalý argentinský profesionální tenista. Ve své dosavadní kariéře na okruhu ATP Tour vyhrál dva turnaje ve dvouhře a tři ve čtyřhře. Vyhovoval mu antukový povrch kurtů.
Na žebříčku ATP byl nejvýše ve dvouhře klasifikován v červenci 2003 na 16. místě.

## Finále na turnajích ATP World Tour
| Legenda (před/od 2009)                                              |
| D – dvouhra; Č – čtyřhra                                            |
| Grand Slam (0–0)                                                    |
| Tennis Masters Cup / ATP World Tour Finals (0–0)                    |
| ATP Masters Series / ATP World Tour Masters 1000 (0–1 Č)            |
| ATP International Series Gold / ATP World Tour 500 series (0–0)     |
| ATP International Series / ATP World Tour 250 series (3–7 D; 1–2 Č) |

### Dvouhra: 8 (2–6)
| Stav      | Č. | Datum              | Turnaj          | Povrch | Soupeř ve finále   | Výsledek         |
| --------- | -- | ------------------ | --------------- | ------ | ------------------ | ---------------- |
| Finalista | 1. | 25. února, 2002    | Buenos Aires    | antuka | Nicolás Massú      | 2–6, 7–6(5), 6–2 |
| Vítěz     | 1. | 2. března, 2003    | Acapulco        | antuka | Mariano Zabaleta   | 7–5, 3–6, 6–3    |
| Finalista | 2. | 8. dubna, 2003     | Estoril         | antuka | Nikolaj Davyděnko  | 6–4, 6–3         |
| Finalista | 3. | 19. května, 2003   | Hamburg         | antuka | Guillermo Coria    | 6–3, 6–4, 6–4    |
| Finalista | 4. | 1. března, 2004    | Costa do Sauipe | antuka | Gustavo Kuerten    | 3–6, 6–2, 6–3    |
| Finalista | 5. | 25. července, 2005 | Amersfoort      | antuka | Fernando González  | 7–5, 6–3         |
| Vítěz     | 2. | 24. července, 2006 | Kitzbühel       | antuka | Juan Ignacio Chela | 7–6(9), 6–2, 6–3 |
| Finalista | 6. | 28. srpna, 2006    | New Haven       | tvrdý  | Nikolaj Davyděnko  | 6–4, 6–3         |